# Maria Giuseppina Benvenuti
Maria Giuseppina Benvenuti nata Zeinab Alif, conosciuta come la Moretta (Kordofan, 1845 o 1846 – Serra de' Conti, 24 aprile 1926) è stata una religiosa sudanese.

## Biografia
Zeinab Alif nacque nel 1845-’46 nel Kordofan in Sudan; rapita fu venduta quale schiava. Riscattata dal servo di Dio don Niccolò Olivieri fu condotta in Italia e il 2 aprile 1856 affidata alle Clarisse urbaniste del monastero marchigiano di Belvedere Ostrense.
Fu battezzata il 24 settembre con il nome di Maria Giuseppina e della madrina, ossia Benvenuti.
Studiò la musica divenendo una organista che tenne anche esecuzioni pubbliche; nel 1874 divenne clarissa e nel 1894 si trasferì con l'intera comunità nel Monastero di Serra de' Conti. Qui ebbe incarichi importanti quali Vicaria, Maestra delle novizie e poi Abadessa.
Morì il 24 aprile 1926.

## Culto
Nel 1985 il Postulatore Generale presentava a Odo Fusi Pecci Vescovo di Senigallia la supplica per chiedere l’introduzione della Causa di beatificazione. Nel 1987 inizia il Processo Canonico Diocesano che si chiude nel 1988; la Congregazione per le Cause dei Santi nel
1992 emette il Decreto di validità del Processo Diocesano. Il 27 giugno 2011 papa Benedetto XVI pubblicò il decreto di riconoscimento delle virtù eroiche.